# Roman Rozmiłowski
Roman Rozmiłowski, ps. „Roman”, „Zawada”, „Srebrny” (ur. 28 lutego 1915 w Samborze, zm. 3 września 1944 w Warszawie) – oficer Wojska Polskiego, uczestnik kampanii wrześniowej, w powstaniu warszawskim dowódca plutonu, później zastępca dowódcy kompanii „Koszta” Armii Krajowej.

## Życiorys
Po ukończeniu gimnazjum studiował w Wyższej Szkole Handlu Zagranicznego we Lwowie. W 1938 r. ukończył Szkołę Podchorążych Artylerii, był dowódcą plutonu w 1 Pułku Artylerii Motorowej.

### Po wybuchu II wojny światowej
W kampanii wrześniowej był dowódcą plutonu 6 dywizjonu artylerii ciężkiej. Od końca roku 1939 w konspiracji (SZP-ZWZ-AK). Początkowo był dowódcą baterii 7 pułku piechoty „Madagaskar”, zaś od roku 1942 pełnił funkcję dowódcy grupy likwidacyjnej Wydziału II w Komendzie Obszaru Warszawa AK. W czasie konspiracji używał nazwiska Roman Chutnik.

### Zamach na Igona Syma
7 marca 1941 roku, wykonał wyrok śmierci na Igonie Symie, kolaborancie i byłym dyrektorze teatrów warszawskich.
Porucznik „Zawada” tak opisywał zamach w wywiadzie udzielonym 26 sierpnia 1944 r. dla powstańczego pisma „Demokrata”:
[Sym] Mieszkał na czwartym piętrze przy ul. Mazowieckiej 10. O godzinie 7.10 zapukaliśmy do drzwi. Otworzyła służąca.
– „Czy pana dyrektora Syma możemy prosić?”.
W tej chwili ukazał się Sym.
– „Czy pan Igo Sym?”.
– „Tak. Czym mogę panom służyć?”.
W tej chwili wystrzeliłem, mierząc z Visa prosto w serce. Strzał był celny. Szpicel upadł na twarz bez jęku. Ze schodów zbiegliśmy pędem. Później spokojnie rozeszliśmy się do domów.

### Powstanie warszawskie

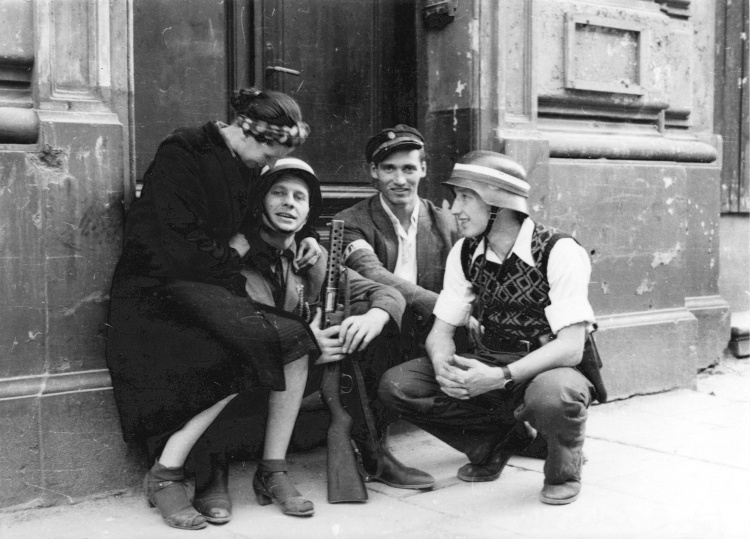
Grupa powstańców z kompanii "Koszta" w wejściu do kamienicy prz ul. Moniuszki: Zofia Domańska "Zocha", por. Roman Rozmiłowski "Zawada" (ze zdobycznym niemieckim pistoletem maszynowym), ppor. Stanisław Kuśpit "Kruk" i kpr. pchor. Antoni Tuleja "Niedźwiedź"

W czasie powstania warszawskiego jego oddział walczył jako II pluton Kompanii Sztabowej Koszta Komendy Obszaru Warszawskiego Armii Krajowej. 9 sierpnia 1944 został mianowany zastępcą dowódcy „Koszty”. Jednocześnie nadal dowodził II plutonem, który 20 sierpnia 1944 chlubnie zapisał się w szturmie na budynek PAST-y przy ul. Zielnej 37/39.
Zmarł 3 września 1944 w powstańczym szpitalu przy ul. Sienkiewicza z ran odniesionych 30 sierpnia w gmachu PAST-y. Został pochowany w rejonie ul. Jasnej, a po wojnie przeniesiony na cmentarz Powązki Wojskowe w Warszawie (kwatera A25-18-30).

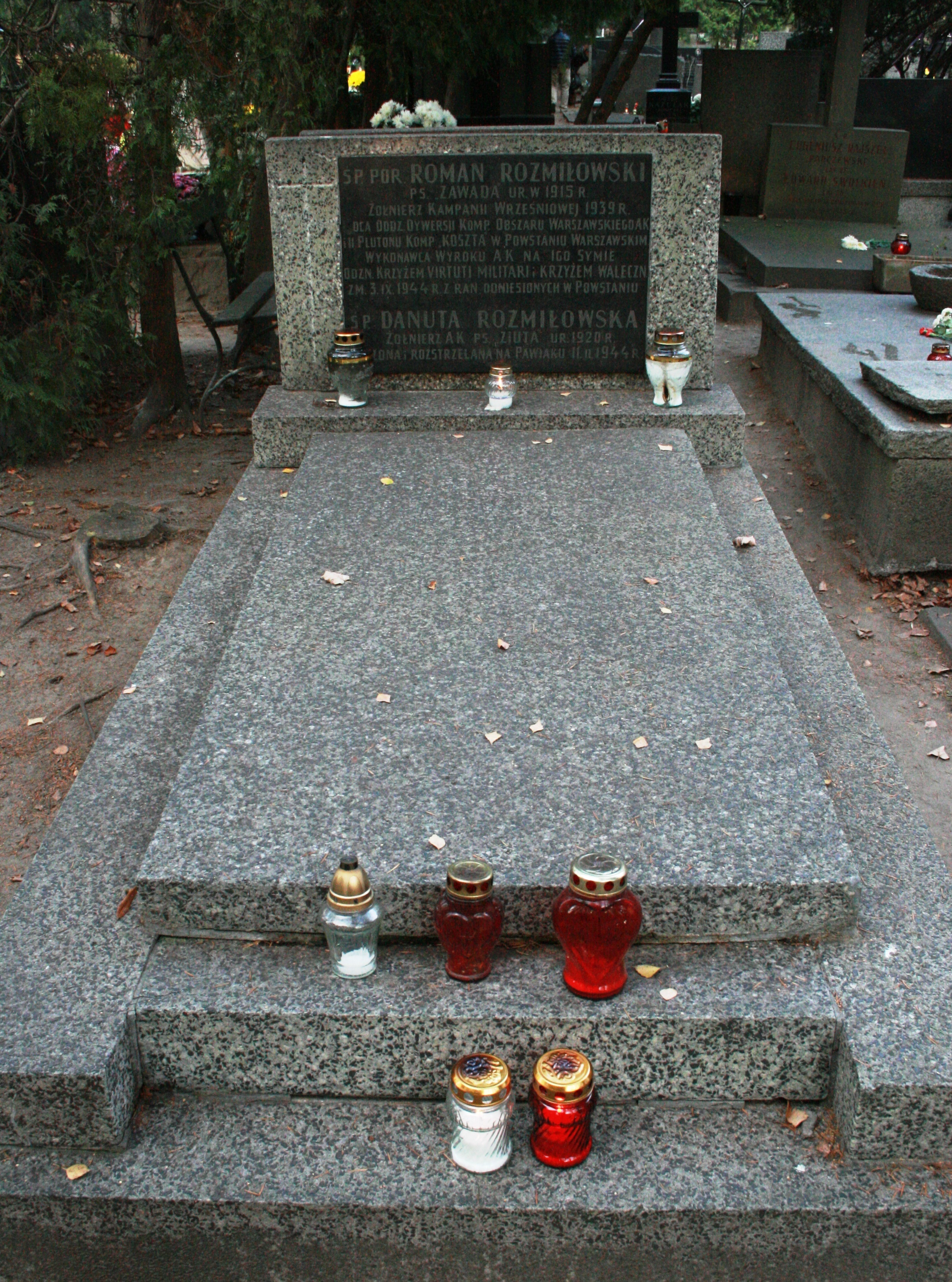
Grób Romana Rozmiłowskiego na warszawskich Powązkach Wojskowych

## Życie prywatne
Jego siostra Danuta Rozmiłowska ps. „Ziuta”, żołnierz AK, została rozstrzelana przez Niemców 11 lutego 1944 w Warszawie. Została pochowana w mogile razem z bratem.